# Jonathan Fabbro
 (avril 2020).
Si vous disposez d'ouvrages ou d'articles de référence ou si vous connaissez des sites web de qualité traitant du thème abordé ici, merci de compléter l'article en donnant les références utiles à sa vérifiabilité et en les liant à la section « Notes et références ».
Pour les articles homonymes, voir Fabbro.
Jonathan Fabbro, né le 16 janvier 1982, est un ancien joueur de football argentin naturalisé paraguayen. Il évoluait au poste d'attaquant, jusqu'à ce qu'il soit condamné pour agression sexuelle sur mineur.
Né à Santiago del Estero en Argentine, il est naturalisé citoyen paraguayen pour évoluer dans l'équipe nationale. Participant à la Coupe intercontinentale 2004, il est nommé footballeur paraguayen de l'année en 2012. Il est le frère du footballeur Darío Fabbro.

## Biographie
Depuis 2011, il est en relation avec la mannequin paraguayenne Larissa Riquelme.
En 2010, il heurte et tue avec sa voiture une mère de 23 ans qui conduisait son garçon de 5 ans à l'école à Videla dans le Santa Fe. Il dû payer des dommages à la famille de la victime après une poursuite intentée par celle-ci. En 2012, il heurte avec sa copine à nouveau un motocycliste pendant une poursuite avec la police paraguayenne.
Accusé d'agression sexuelle sur mineure en 2017, il est extradé du Mexique vers l'Argentine en mai 2018. Il sera reconnu coupable en 2019 d'agression sexuelle sur sa nièce et filleule âgée de 11 ans, fille de son frère Darío, ainsi que sur une autre fillette d'âge mineure, entre 2015 et 2017. Il est condamné à purger une peine de 14 ans de prison.